# NFL sezona 1926.
NFL sezona 1926. je 7. po redu sezona nacionalne lige američkog nogometa.
U sezoni 1926. natjecalo se ukupno 22 momčadi. Sezona je počela 19. rujna, a završila je 19. prosinca 1926. Prvacima su proglašeni Frankford Yellow Jacketsi.

## Poredak na kraju sezone
| Momčad                    | Pob | Por | Ner | %    |
| ------------------------- | --- | --- | --- | ---- |
| Frankford Yellow Jackets* | 14  | 1   | 2   | 93,3 |
| Chicago Bears             | 12  | 1   | 3   | 92,3 |
| Pottsville Maroons        | 10  | 2   | 2   | 83,3 |
| Kansas City Cowboys       | 8   | 3   | 0   | 72,7 |
| Green Bay Packers         | 7   | 3   | 3   | 70,0 |
| New York Giants           | 8   | 4   | 1   | 66,7 |
| Los Angeles Buccaneers    | 6   | 3   | 1   | 66,7 |
| Duluth Eskimos            | 6   | 5   | 3   | 54,5 |
| Buffalo Rangers           | 4   | 4   | 2   | 50,0 |
| Chicago Cardinals         | 5   | 6   | 1   | 45,5 |
| Providence Steam Roller   | 5   | 7   | 1   | 41,7 |
| Detroit Panthers          | 4   | 6   | 2   | 40,0 |
| Hartford Blues            | 3   | 7   | 0   | 30,0 |
| Brooklyn Lions            | 3   | 8   | 0   | 27,3 |
| Milwaukee Badgers         | 2   | 7   | 0   | 22,2 |
| Dayton Triangles          | 1   | 4   | 1   | 20,0 |
| Akron Indians             | 1   | 4   | 3   | 20,0 |
| Racine Tornadoes          | 1   | 4   | 0   | 20,0 |
| Columbus Tigers           | 1   | 6   | 0   | 14,3 |
| Canton Bulldogs           | 1   | 9   | 3   | 10,0 |
| Hammond Pros              | 0   | 4   | 0   | 0,0  |
| Louisville Colonels       | 0   | 4   | 0   | 0,0  |

Napomena: * - proglašeni prvacima, % - postotak pobjeda

## Vanjske poveznice
- Pro-Football-Reference.com, statistika sezone 1926. u NFL-u